# Црна жуна
Црна жуна (лат. Dryocopus martius) једна је од најкрупнијих врста из породице детлића (Picidae). Потпуно је црна, осим црвеног темена. Насељава Евроазију.

## Опис
Дужина црне жуне износи 45—47 цм, са распоном крила 64—78 цм. Кљун јој је дугачак 6,3 цм. У потпуности је црна, осим врха главе, који је црвен. Код женки је црвен само потиљак. Тежина тела је у просеку 300-400 грама.

## Распрострањење
Насељава већи део Европе, осим Британских острва и Исланда. У малој мери је заступљена на Пиринејском и Апенинском полуострву. Живи такође на подручју Кавказа и Сибира (односно у тајгама). На истоку се њен ареал протеже до северне Кине, Кореје, Камчатке и северних делова Јапана. У Србији има статус ретке птице, на широј територији Београда се може наћи на Авали.

## Галерија
- Dryocopus martius на Старој планини
- Dryocopus martius на Старој планини
- Dryocopus martius на Старој планини
- Одрасли мужјак са младунцима
- Dryocopus martius pinetorum